# Lacul Valea Morilor

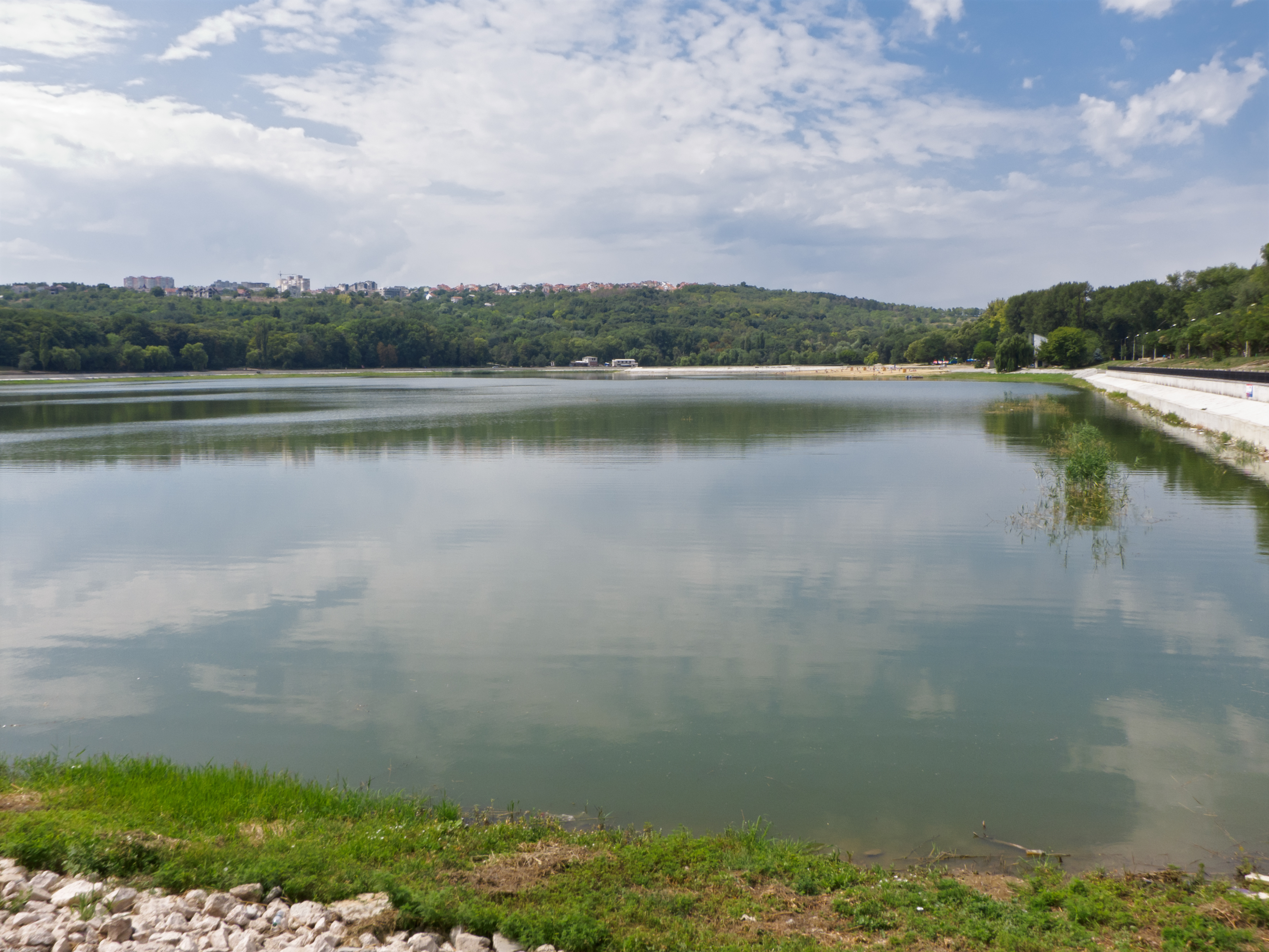
Lacul Valea Morilor

Valea Morilor este un lac situat în sectorul Buiucani, Chișinău, Republica Moldova. Acesta a fost construit în anul 1952 de comsomoliști sovetici și în perioada sovietică a purtat denumirea de Lacul Comsomolist (în rusă Комсомольское озеро).
Suprafața întregii zone (lac + parc) este de 102 hectare. Proiectul parcului a fost elaborat de către colectivul de autori sub conducerea arhitectului R. Curt. 

## Amplasare
Parcul este situat pe un teren de o suprafață cu un relief variat și are 4 intrări. Lacul de o suprafață de 34 hectare reprezintă centrul compoziției peisajului. În jurul lacului este o alee circulară de o lungime de 2,5 kilometri. Aproape jumătate din teritoriu este acoperit de zone verzi. Speciile predominante sunt: plopi piramidali canadieni, salcie albă, castan, câteva specii de arțar, tei, scoruș, pini negri, sofora japoneză. Parcul este de profil larg. Aici se afla Teatrul de vara cu 5 mii locuri, cinematograful „De zi”, pavilionul de șah și joc de dame, orășelul pentru copii „Andrieș”, plaja, atracțiuni. Pe teritoriul parcului este situată zona liberă de antreprenoriat, Moldexpo. 

## Reabilitarea lacului

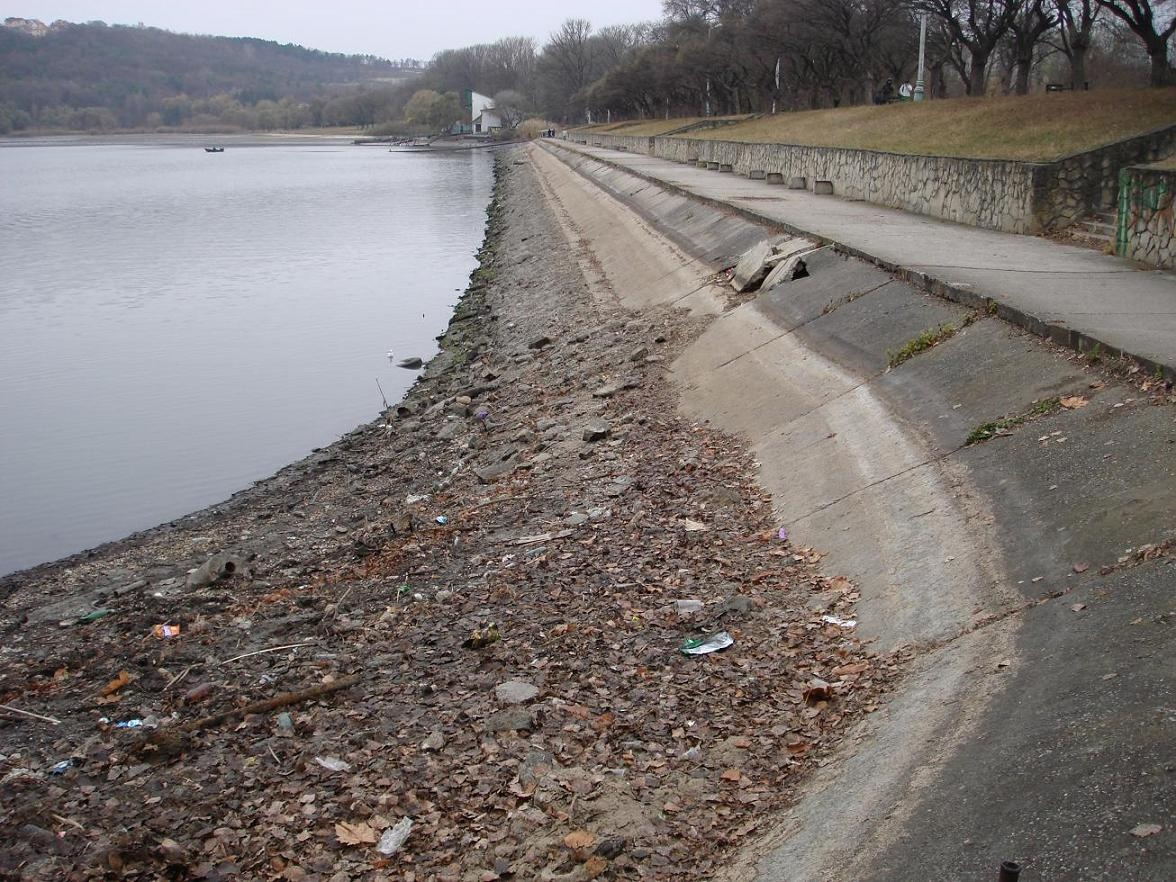
Valea Morilor în timpul desecării din noiembrie 2006

La 28 iulie 2006 a fost observat un număr mare de pești morți plutind la suprafața apei. Conform Mișcării Ecologiste din Moldova fauna lacului a murit din cauza lipsei de oxigen și acumulării de nămol, stratul căruia atingea de la 1,5 m până la 5 m grosime. În urma unei ședințe speciale s-a decis curățarea lacului, drenarea acestuia fiind inițiată în toamna anului 2006, proces care a decurs ulterior cu lungi intermitențe. Lucrările au fost stopate în 2008 din cauza elementelor toxice depistate în nămol, fiind reluate în 2009 și 2010. În 2011 au fost consolidate malurile și apa a început să fie din nou acumulată în lac. În anul următor a fost salubrizat parcul, iar în jurul lacului a fost instalat un gard de protecție și pavaj.
Pe parcursul lucrărilor de curățare au fost descoperite pe lângă obuze datând din timpul celui de-al Doilea Război Mondial, oase și vestigii care au dus la o serie de cercetări arheologice de salvare întreprinse de Academia de Științe a Moldovei. Acestea au depistat fosile de mamuți, dar și rămășițele unor așezări care aparțin culturilor Precucuteni-Tripolie A (mil. V a.Chr.), Cucuteni-Tripolie și Sântana de Mureș-Cerneahov (sec. III-IV p.Chr.).
În toamna anului 2016, Scara Cascadelor și Rotonda din Parcul Valea Morilor din Chișinău au fost inaugurate de Hramul Capitalei."FOTO | Au fost inaugurate Scara Cascadelor și Rotonda din Parcul Valea Morilor" Arhivat în 31 iulie 2017, la Wayback Machine.

## Galerie de imagini

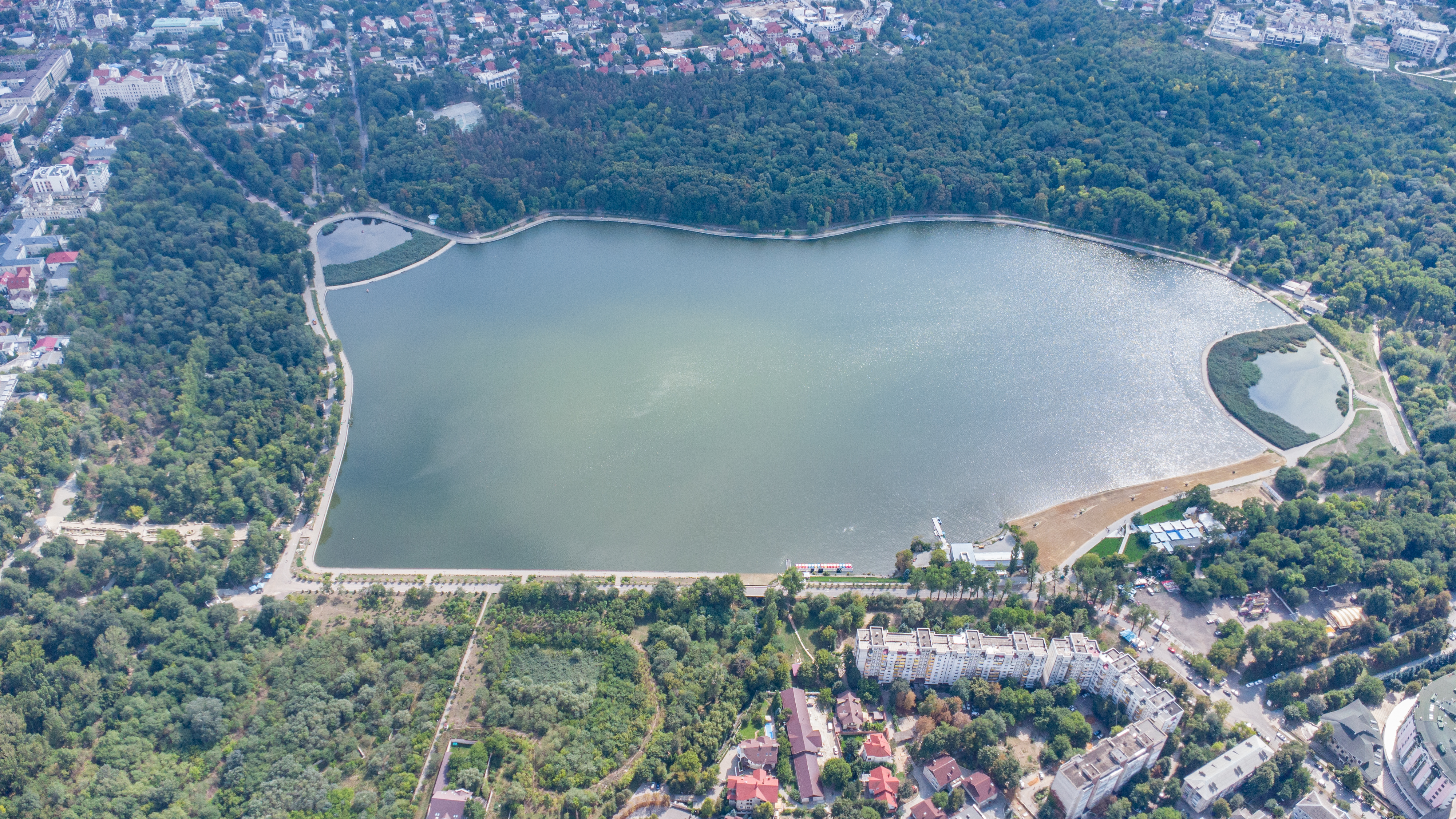
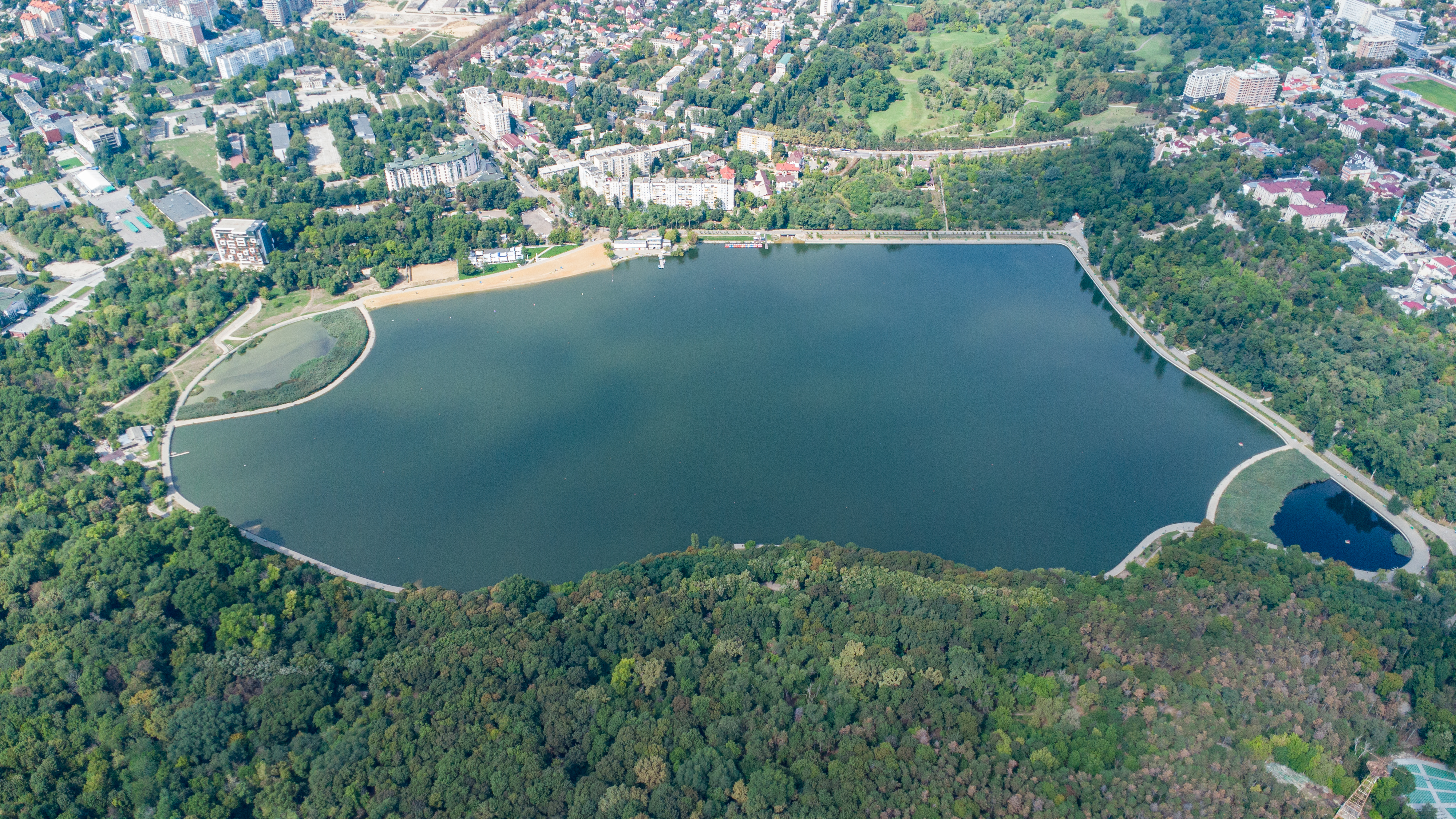
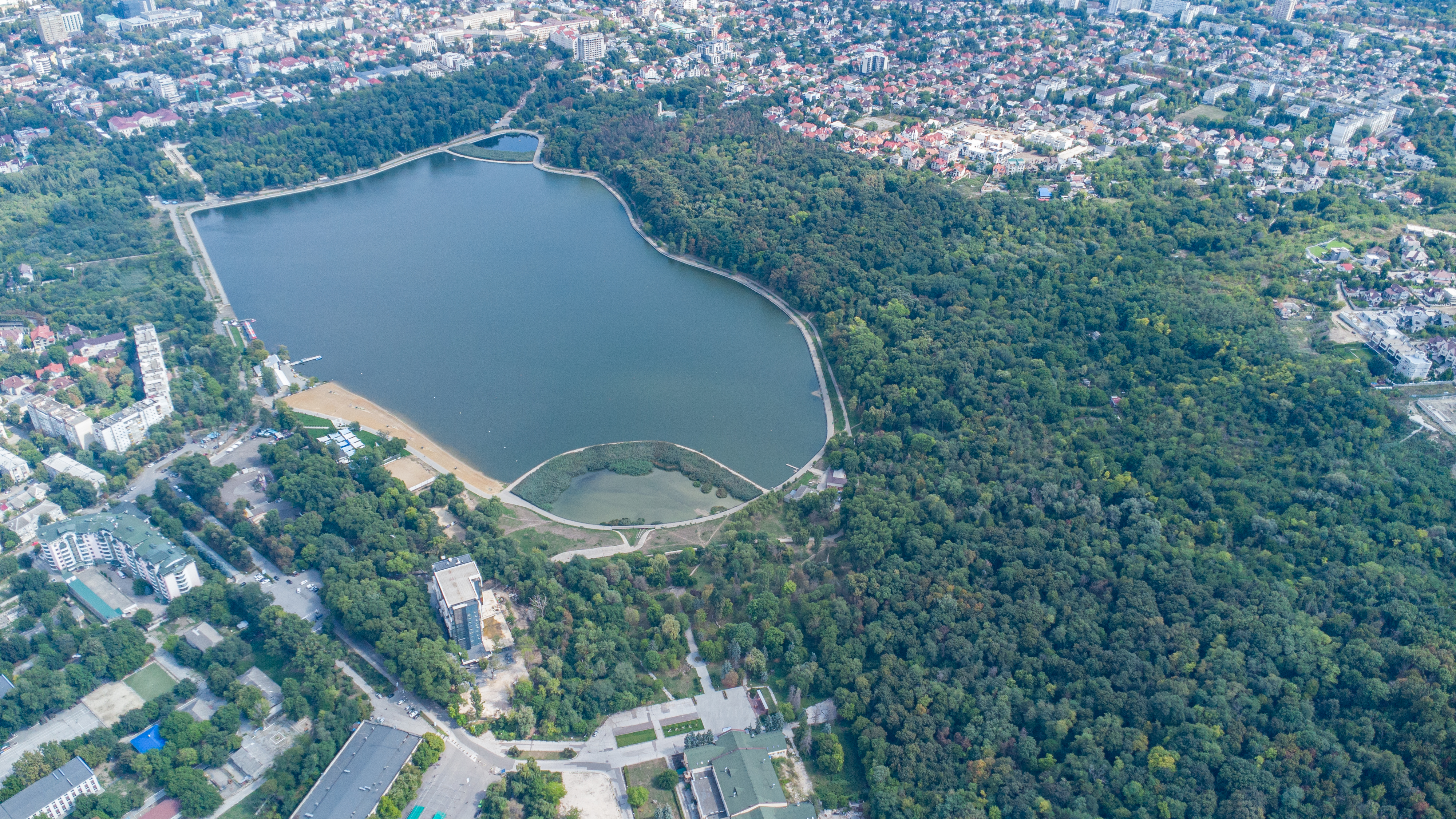
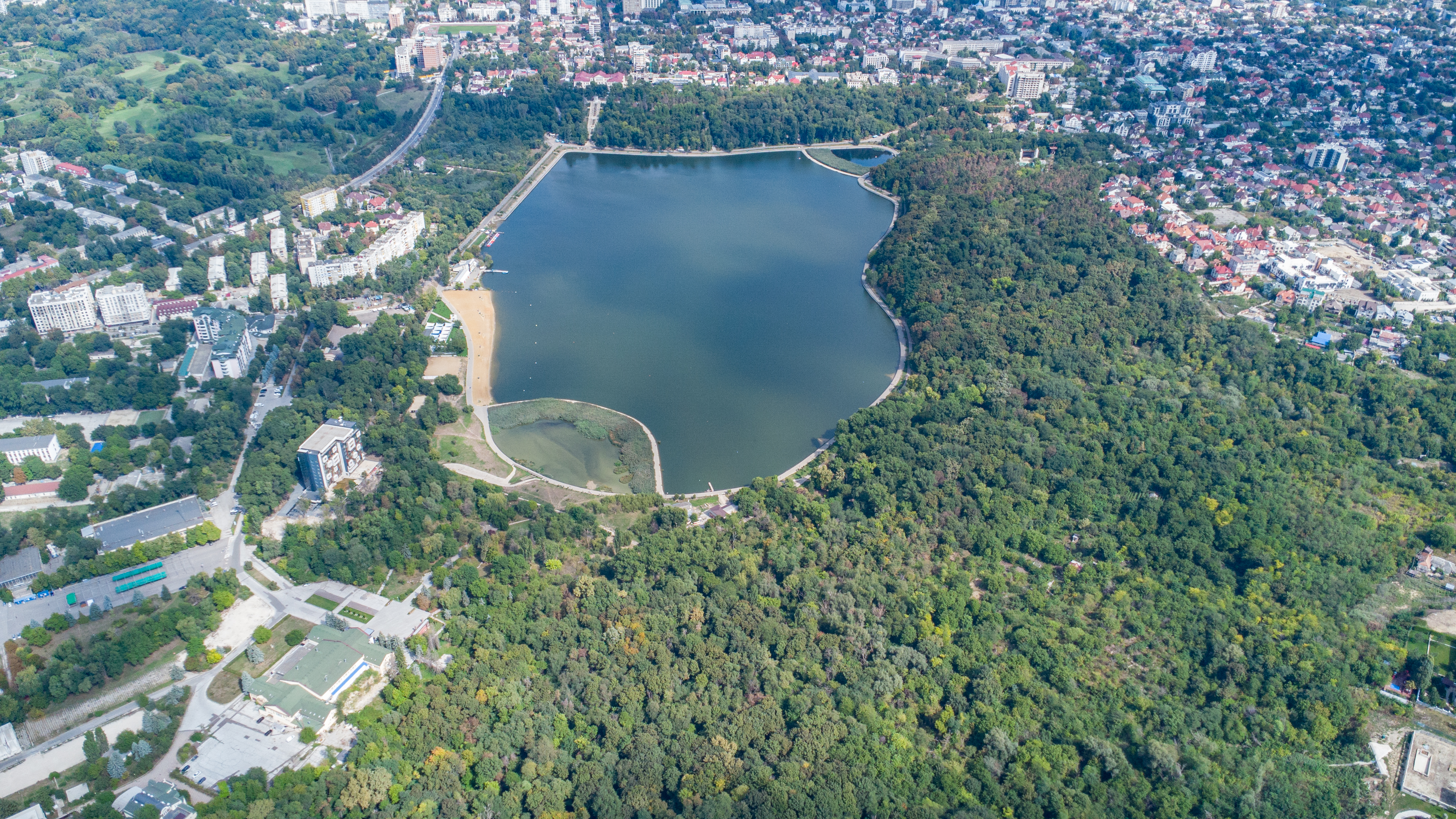

Vedere aeriană de ansamblu